# The Diamond Dust Rebellion
The Diamond Dust Rebellion är en animerad film från 2007 som bygger på mangan Bleach, dock med en fristående handling.

## Handling
I denna film är Hitsugaya Toushiro huvudpersonen. Hans division, den tionde, ska i början av filmen se till att en värdefull skatt, the Kings Seal (Kungasigillet) fraktas säkert till sitt nya förvaringsområde. Allt går inte riktigt som planerat och de som fraktar skatten och shinigami i den tionde divisionen blir attackerade och sigillet stjäls. 
När Hitsugaya och Matsumoto försöker fånga tjuvarna ser Hitsugaya vem huvudskurken kan vara och han ger sig av efter honom, vilket får de i Soul Society att anklaga honom för att inte skött sin plikt.
Ichigo får snart reda på vad som har hänt när han möter Soi Fon. Sedan möter Ichigo Hitsugaya, svårt skadad. Han tar med sig Hitsugaya hem tills han vaknar och ger sig av och lämnar sin haori (manteln som symboliserar status av en kapten) bakom sig för att ännu en gång ge sig av efter skurken. 
Två hollowliknande tjejer försöker attackera Hitsugaya och Ichigo som försöker få Hitsugaya att inte ge sig av. De två tjejerna var med när sigillet stals så Hitsugaya försöker följa efter dem efter att de knockat Ichigo.
Senare attackerar skurken en kapten i Soul Society och det märkliga är att hans zanpakutou har samma kraft som Hitsugayas Hyôrinmaru, detta leder förstås till att Soul Society tror att det är Hitsugaya som attackerat den andra kaptenen. Dock så börjar några kaptener fundera, för då den andra kaptenen blev attackerad så var Hitsugaya i den riktiga världen och attackerad de shinigami som försökte arrestera honom och ta honom med till Soul Society. Han skulle helt enkelt inte kunnat göra båda sakerna. 
Ichigo, Rukia och Renji börjar leta efter en Kusaku som Hitsugaya nämnt ha blivit mördad och får reda på att han dog innan gradering efter Shinigami Academy.
Kusaku som Hitsugaya nämnt, var Hitsugayas vän från skolan som fått samma zanpakutou som honom och det hade inte Central 46 velat gå med på eftersom det bara fick finnas en ägare av en zanpakutou enligt lagarna. De vill att Hitsugaya och Kusaku ska slåss om ägarskapet av Hyôrinmaru men Hitsugaya vill inte slåss med sin vän så han är villig att ge upp zanpakutoun men han får inte. Kusaku är däremot mer desperat över att få äga svärdet så han attackerar Hitsugaya som då försvarar sig och då väljer Hyôrinmaru Hitsugaya och Kusaku blir avrättad.
Kusaku återupplivades i Hueco Mundo och stal sigillet för att få sin hämnd tillsammans med Hitsugaya på Soul Society men Hitsugaya, som är efterlyst i hela Soul Society, jagar efter honom och slåss mot honom men Kusaku förstör sigillet och det ger honom en massiv ökning i hans reiatsu (spökenergi). Kusaku förlorar kontrollen över sin reiatsu och den börjar innhalera Soul Society.
Hitsugaya, Ichigo och en del andra shinigami tar sig fram genom enorma hollows och liknande för att ta sig fram till Kusaku som tagit formen av en enorm, stående Hyôrinmaru.
Hitsugaya och Ichigo slår samman sina krafter och dödar den återupplivade Kusaku.